# Recepción (fútbol americano)

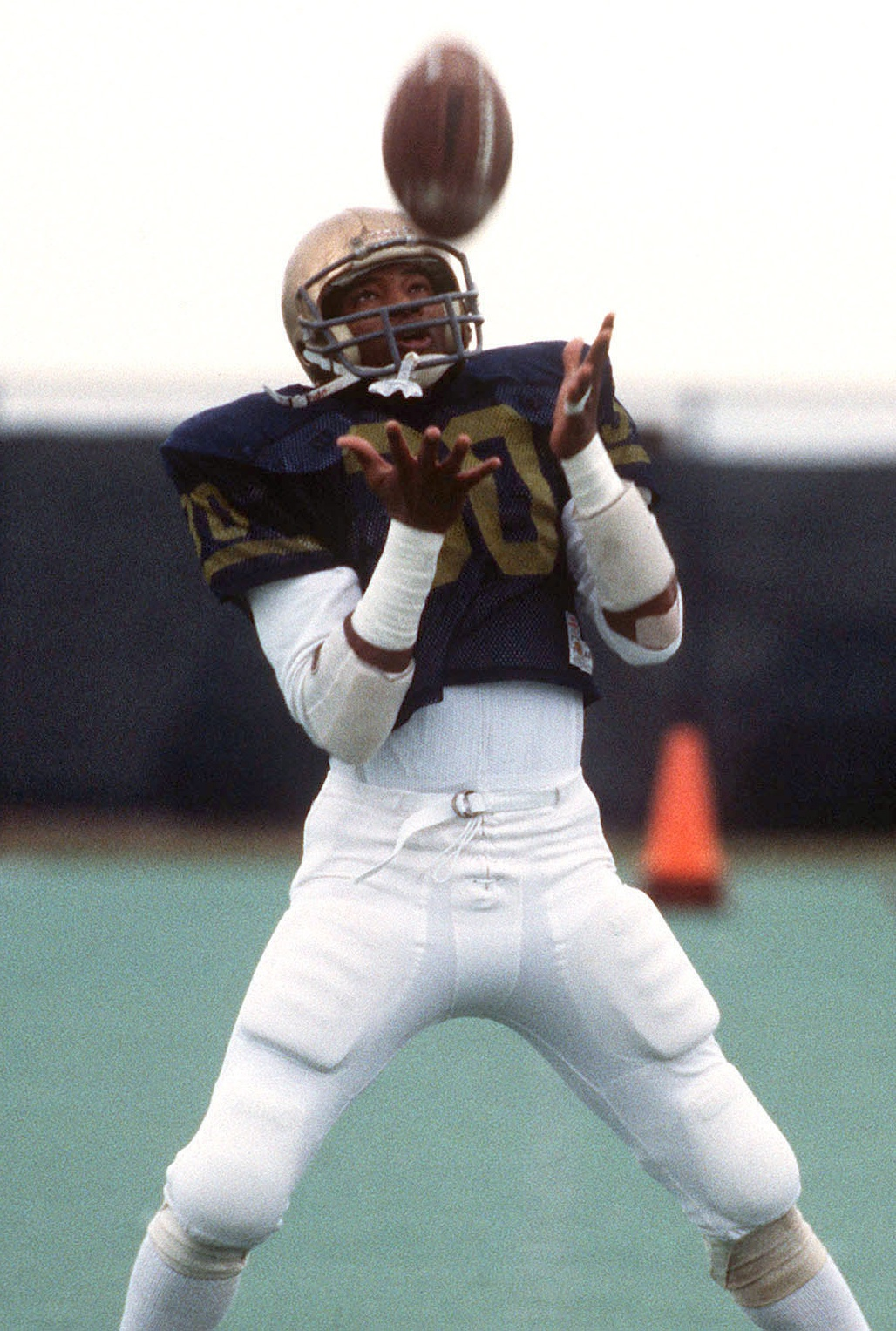
Un jugador de fútbol americano haciendo una recepción.

En el fútbol americano, una recepción es parte de una jugada en la cual un pase adelantado lanzado detrás de la línea de scrimmage es recibido (atrapado) por un jugador dentro del campo de juego, quien después de la recepción, procede a tratar de anotar un touchdown o ser declarado que hizo down. Si tal pase no es atrapado por el receptor, entonces es marcado como pase incompleto.
Una recepción no debe ser confundida con un pase lateral, también conocido como pase "hacia atrás", el cual ocurre cuando el balón es lanzado hacia atrás o hacia los lados a un compañero de equipo (se supone que la trayectoria de este pase atrasado no va hacia la zona de anotación del equipo contrario). 